# San Teodoro (título cardenalicio)
El título cardenalicio de San Teodoro es una de las 7 diaconías originales. Fue erigida por el papa Agatón en 678. Fue suprimido en 1587 por Sixto V. El 2 de diciembre de 1959 fue restituido por Juan XXIII en la constitución apostólica Siquidem sacrae. En 2004 fue definitivamente suprimido por Juan Pablo II que entregó la iglesia de San Teodoro en el Palatino a la Iglesia ortodoxa.

## Titulares hasta 1587
- Benedicto (enero - septiembre de 972)
- Roberto (circa 1073 - prima de 1099)
- Bobone (1099 - circa 1117)
- Enrico Beccadelli, O.S.B. (circa 1117 - ?)
- Gualtiero (1120 - final de 1121 o antes de 1125)
- Ugo Hieramea (o Geremei) (1125 - circa 1129)
- Matteo (1129 - 1130 ?)
- Alberto Teodoli (1130 - 1155 ?)
- Bonadies de Bonadie (diciembre de 1155 - 1186)
- Ardicio Rivoltella (1155 - 1186)
- Ugo Geremei (31 de mayo de 1186 - 1188)
- Giovanni Malabranca (12 de marzo de 1188 - 1192)
- Bobone (diciembre 1192 o 20 de febrero de 1193 - 9 de octubre de 1199)[1]
- Vacante (1199 - 1205)
- Gregorio Crescenzi (1205 - 1230)
- Vacante (1230 - 1316)
- Gian Gaetano Orsini (17 de diciembre de 1316 - 27 de agosto de 1335)
- Vacante (1335 - 1468)
- Teodoro Paleólogo (27 de abril de 1468 - 21 de enero de 1484)
- Vacante (1484 - 1492)
- Federico Sanseverino (26 de julio de 1492- 1 de mayo de 1510), in commendam (1 de mayo de 1510 - 17 de mayo de 1511)
- Alfonso Petrucci título pro illa vice (17 de mayo de 1511 - 22 de junio de 1517)
- Francesco Pisani (22 de octubre de 1518 - 3 de mayo de 1527)
- Niccolò Gaddi (3 de mayo de 1527 - 9 de enero de 1545)
- Andrea Corner (9 de enero de 1545 - 27 de junio de 1550)
- Luigi Cornaro (4 de diciembre de 1551 - 26 de febrero de 1561), título pro illa vice (26 de febrero de 1561 - 21 de junio de 1564)
- Tolomeo Gallio título pro illa vice (15 de mayo de 1565 - 7 de septiembre de 1565)
- Stanislaw Hosius título pro illa vice (7 de septiembre de 1565 - 10 de febrero de 1570)
- Giulio Acquaviva d'Aragona (6 de septiembre de 1570 - 21 de julio de 1574)
- Diaconía suprimida en 1587

## Titulares desde 1959
- William Theodore Heard (17 de diciembre de 1959 - 18 de mayo de 1970); título pro illa vice (18 de mayo de 1970 - 16 de septiembre de 1973)
- Vacante (1973 - 1979)
- Ernesto Civardi (30 de junio de 1979 - 28 de noviembre de 1989)
- Vacante (1989 - 1994)
- Vincenzo Fagiolo (26 de noviembre de 1994 - 22 de septiembre de 2000)
- Vacante (2000 - 2004)
- Diaconía suprimida en 2004